# Tu non tornerai/La ballata del principino
Tu non tornerai/La ballata del principino è un singolo del cantante Mario Anzidei, pubblicato nel 1969. La prima traccia intitolata Tu non tornerai venne inserita come colonna sonora di un film dello stesso anno intitolato Il magnaccio del regista Franco De Rosis.

## Tracce
1. Tu non tornerai
2. La ballata del principino